# Antonie Caan
Antonie Caan, ook wel gespeld als Anthony Caen of Antonio Caen (? – Batavia, 11 augustus 1648) was een admiraal en gouverneur in dienst van de Vereenigde Oostindische Compagnie.

## Biografie

### Baljuw
Caan begon zijn loopbaan als militair. Hij was luitenant toen hij in 1621 in Batavia verkozen werd als lid van het College van Schepenen (ook wel de Schepenbank genoemd). In februari 1622 werd hij baljuw. Zowel het College van Schepenen als het ambt van baljuw waren in 1620 bij de stichting van de stad ingesteld, met een jurisdictie voor Batavia en omstreken. Het college fungeerde als gemeentebestuur en rechtbank. De baljuw had als taak de opsporing en aanhouding van wetsovertreders en hij trad op als aanklager bij het college.

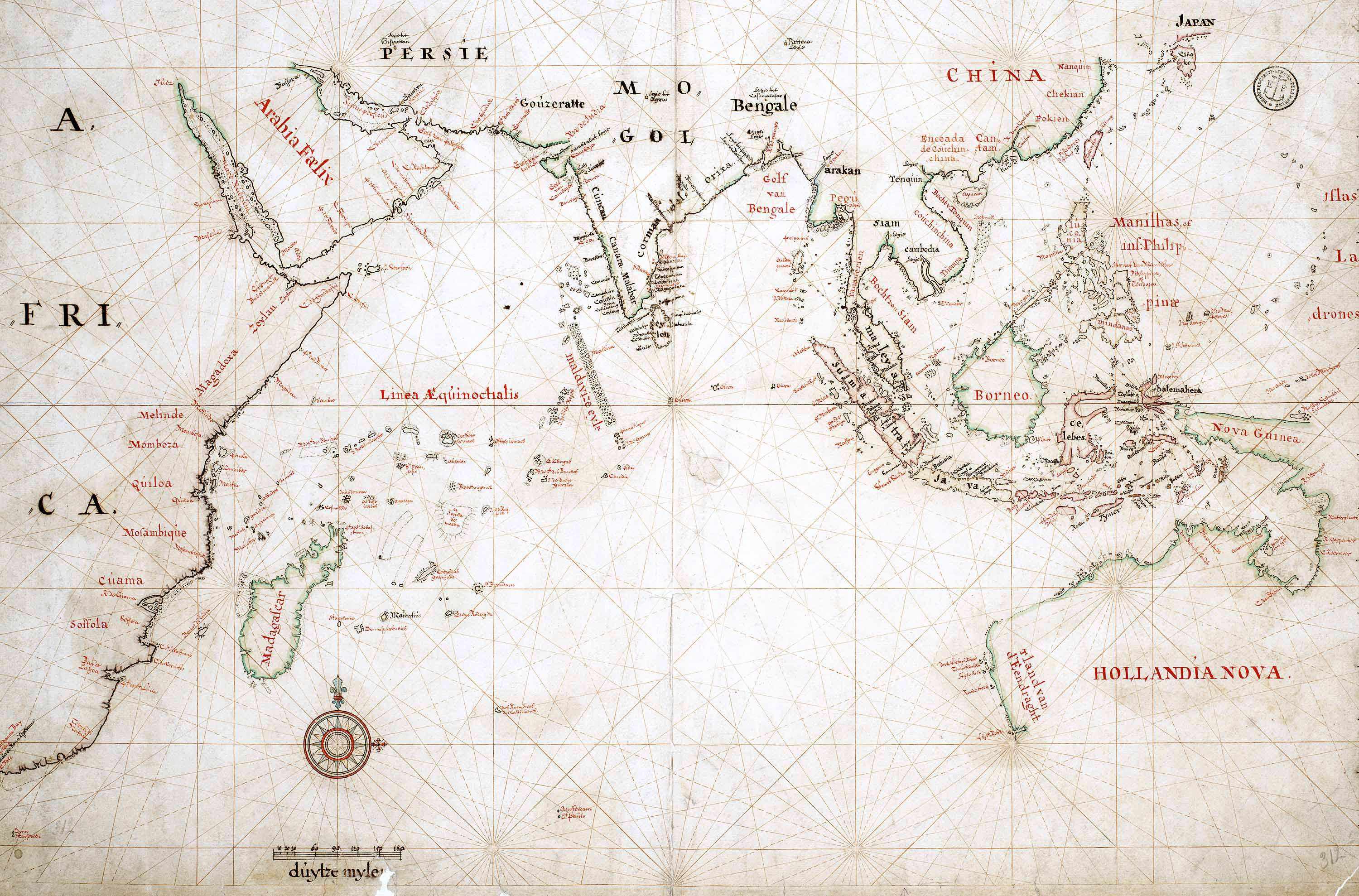
Handelsgebied van de VOC. Kaart van ca. 1665.

### Kaper
Vanaf september 1625 hield Caan zich een aantal jaren bezig met de kaapvaart in de Golf van Bengalen, waarbij hij met drie jachten (de Peerl, Revengie en Gift) op schepen van de Portugezen en de Spanjaarden joeg. De schepen waren voor 26000 realen uitgerust door hemzelf en een compagnon, de vrijburger en koopman Heyndrick Brustens, en hadden een bemanning van 212 koppen zonder gage maar met aandeel in de buit. Hoe succesvol deze onderneming was is onduidelijk. In november 1627 meldde hij in Masulipatnam dat hij twee Portugese schepen had buitgemaakt maar weer had verloren in een storm en op een rif. Hij bestreek met deze activiteiten de kusten van Arakan, Bengalen, Coromandel en Ceylon. Op dat eiland, aan de oostkust bij Batticaloa, liep een aantal van zijn mannen weg om dienst te nemen aan het hof van de koning van Kandy.

### Gezant
Na deze vrijbuitertijd nam hij in Batavia het ambt van baljuw weer op, maar trad al spoedig weer in dienst van de VOC, nu als gezant. Begin 1632 ging hij met drie schepen en twee jachten op weg. Hij bracht een bezoek aan de vorst van Boeton om te proberen een verdrag te sluiten en hem van steun tegen Makassar te verzekeren, maar zonder veel succes. Ook aan de sultan van Makassar bracht hij een bezoek, waarbij in goede sfeer beleefdheden werden uitgewisseld. Makassar was de VOC een doorn in het oog omdat de Makassaren zich niets aantrokken van de monopolistische handelscontracten van de VOC in de Molukken en volop handel dreven in specerijen, ook met de Portugezen en de Engelsen. Een paar keer was het uitgedraaid op wederzijdse moordpartijen tussen Makassaren en scheepsbemanningen van de VOC.
In hetzelfde jaar ging Caan met vier schepen als gezant naar de koning van Siam en de koningin van Pattani. Pattani was meestal een vazalstaat van Siam maar had die staat in 1630 de oorlog verklaard. Caan had als doel de koningin van Pattani ertoe te bewegen zich weer aan te sluiten bij het verbond van de VOC met Siam en andere Maleise staten. In Pattani werd hij hartelijk ontvangen maar de koningin was onvermurwbaar. In september arriveerde hij in Ayutthaya in Siam. Ook hier had de VOC een factorij. De koningen van Siam onderhielden een briefwisseling met de stadhouders van de Republiek. Caan overhandigde koning Prasatthong een brief en een geschenk van stadhouder Frederik Hendrik, en kreeg van hem een sabel in een gouden schede terug. Hij probeerde contracten te sluiten voor de leverantie van rijst voor Batavia en hertenvellen en sappanhout voor de handel op Japan. Dit wist hij slechts ten dele te bewerkstelligen. De vorst wilde dat de VOC hem met haar schepen hielp om tegen Patani te strijden, en hij werd belemmerd door de obstructie en de vele ceremoniële protocollen aan het hof. 'In somma soo comen wij soo wijs thuys als uyt gegaen zijn zonder ieyts uytgerecht te hebben. Mogen dan op die manieren ons mondt eens veegen en seggen dat wij niet gegeten en hebben'. In november keerde hij terug in Batavia, na onderweg nog een aanval van een tiental Portugese scheepjes met kanon- en musketvuur te hebben afgeslagen.

### Raad van Indië
In 1634 keerde hij terug naar Nederland, maar ging al in februari 1636 weer terug naar Indië. Hij vertrok uit de Wielingen met een vloot van 9 schepen en kwam in juli in Batavia aan, een snelle reis voor die tijd. Onderweg hadden opvarenden van zijn schip Banda voor het eerst zwarte zwanen gezien, aan de kust van Eendrachtsland, het tegenwoordige Australië.

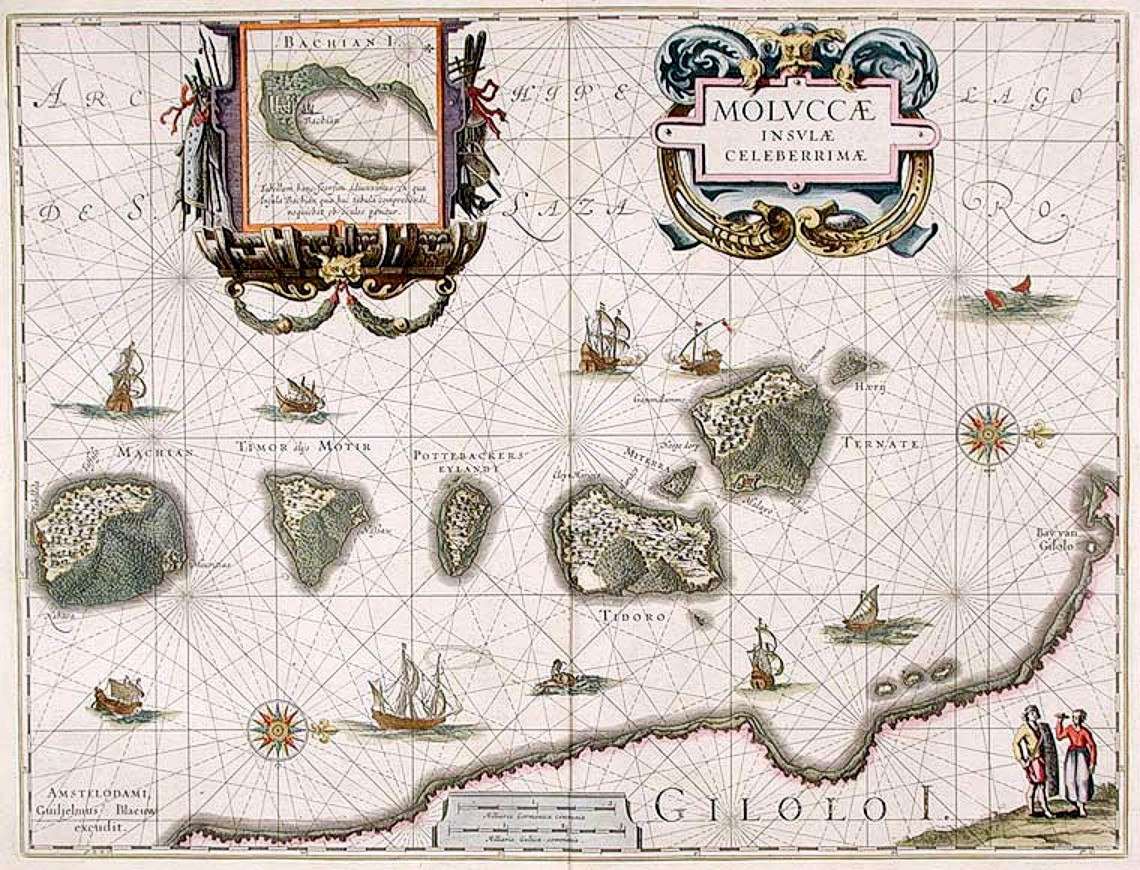
De Noordelijke Molukken. Makian, Mori, Mare, Tidore en Ternate.

Hij werd dat jaar benoemd tot extra-ordinaris Raad van Indië, en vergezelde Antonie van Diemen in een vloot van 17 schepen met 2000 matrozen en soldaten naar de Molukken om het monopolie op de kruidnagelhandel te versterken, een nieuw verdrag te sluiten met sultan Hamza van Ternate en strijd te leveren met gezagsdragers van de sultan op het schiereiland Hoamoal op Ceram, dat onder zijn bestuur viel. Deze zogeheten kimelaha ontdoken het handelsverdrag van de VOC met sultan Hamza. In januari 1637 veroverde een op Hoamoal aan land gezette krijgsmacht onder leiding van Caan het smokkelaarsfort van Luciella (het huidige Lesiela), waar een garnizoen van 400 man onder Willem Coster werd geplaatst. Ook voer de vloot naar Makassar, waar Caan op verzoek van Van Diemen, omdat hij 'wel ervaerren in de Maleytsche tael' was, met een gevolg aan land ging en de vorst aan zijn hof opzocht. Hij slaagde erin een verbond tot stand te brengen, maar een loge vestigen op Makassar werd de Compagnie niet toegestaan. Tot in 1638 bleef hij met van Diemen proberen in deze streken goede handelsbetrekkingen voor de Compagnie te realiseren.

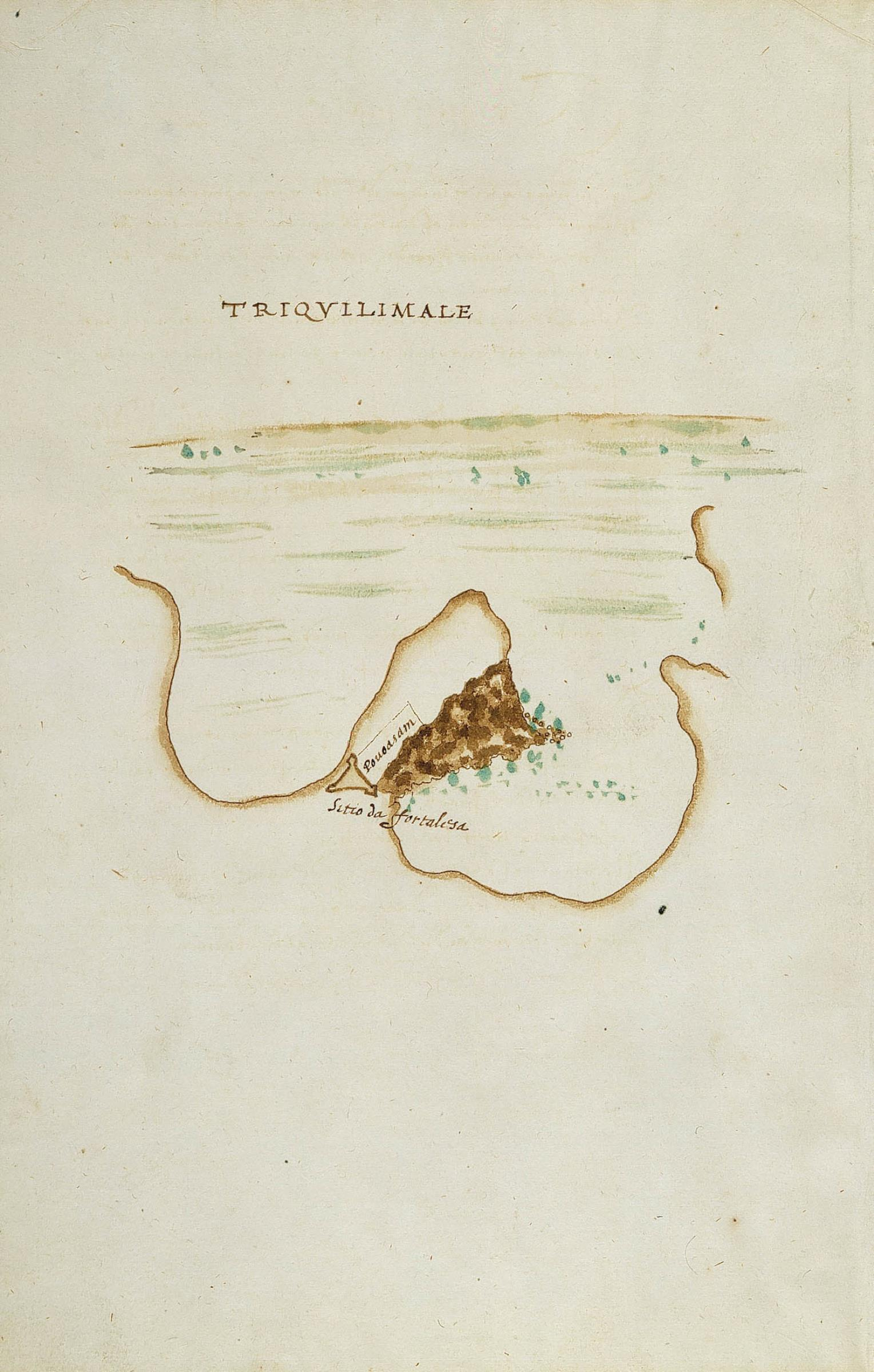
Het Portugese fort van Trincomalee op een kaart uit 1606

### De verovering van Trincomalee
In juli 1638 vertrok hij vanuit Batavia als bevelhebber van een vloot van 12 schepen naar Goa voor de jaarlijkse blokkade van die stad, nu voor de derde keer. De vloot kwam echter pas in november daar aan, zodat alle Portugese galjoenen hadden kunnen in- en uitvaren. In februari 1639 hief Caan de blokkade op. Op de terugweg voer de vloot naar Ceylon om samen met een leger van de koning van Kandy, Raja Singha II, een poging te doen Colombo op de Portugezen te veroveren. Daar aangekomen was Raja Singha's leger echter nergens te bekennen. Na 2 weken wachten, en het afvuren van enige salvo's, besloot Caan naar Batticaloa aan de oostkust te varen. Dit fort was het jaar ervoor veroverd door Adam Westerwoldt, en had een garnizoen van ongeveer 100 soldaten onder Willem Coster. Met hulp van dit garnizoen veroverde Caan in mei het ten noorden van Batticaloa gelegen fort van Trincomalee. Nog geen twee uur nadat de Portugezen zich hadden overgegeven verscheen een leger van 3000 Kandianen die namens Raja Singha het fort opeisten. Caan weigerde dat en liet een garnizoen VOC-soldaten achter onder de fiscaal Gerrit Herberts. In Batticaloa werd Coster afgelost door Jan Thijssen.

### Gouverneur van de Molukken
Begin 1640 werd hij ordinaris Raad van Indië en landvoogd (gouverneur) van de Molukken, wat hij tot 1642 bleef, waarbij hij zijn krijgsmacht regelmatig inzette om het kruidnagelmonopolie van de VOC te handhaven. Een Makassaarse vloot van 36 vaartuigen en 1200 soldaten werd 'totaal geruïneerd, aan spaenderen geschoten en in de vlam gestelt'. De Makassaren waren onderweg geweest naar Ambon om kruidnagels te halen en de ‘kapitan Hitu’, Kakiali, te helpen. Deze werd er door de VOC van beschuldigd samen te werken met de smokkelaars op Ceram. Kakiali en zijn volgelingen en een aantal gestrande Makassaren verschansten zich vervolgens in de bergen van Hitoe. In september 1642 was Caen terug in Batavia, om eind december weer naar Ambon te gaan als admiraal van een vloot van 10 schepen en 8 sloepen, bemand met meer dan 600 zeelieden en 500 soldaten. Met een korte veldtocht werden de opstandelingen op Hitoe verslagen. Kakiali ontsnapte maar werd later om het leven gebracht door een van zijn helpers, de gedeserteerde Spanjaard Francisco de Tairo, die door de gouverneur van Ambon Gerard Demmer was omgekocht. 'Den trouwlosen Cackij Alij is uijt de wereld, ende heeft loon na wercken ontfangen', schreef Van Diemen op 22 december aan de Heren XVII.

### Een teerende, pinnelijcke zieckte

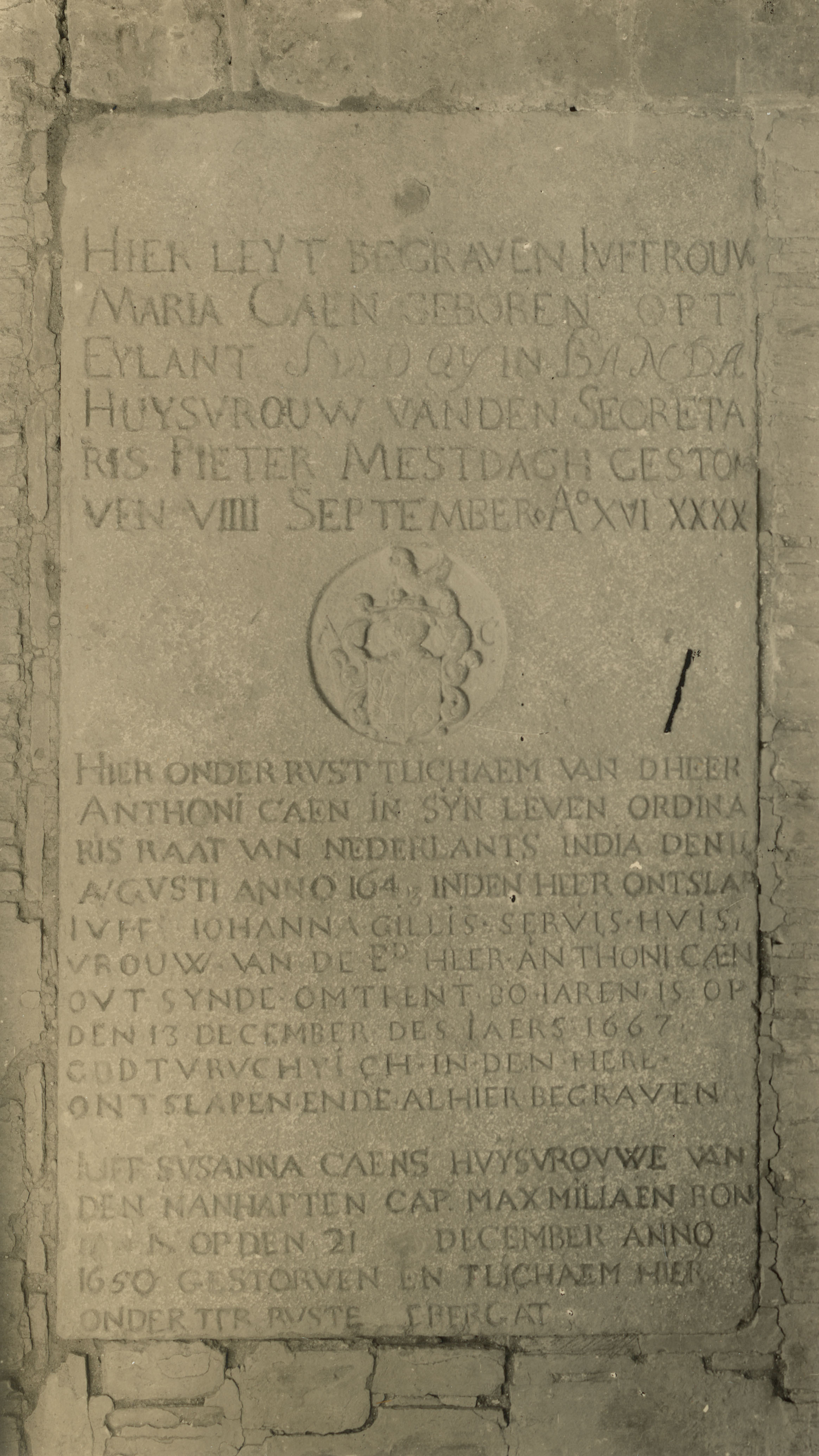
Grafsteen van Anthony Caen, zijn vrouw Johanna en zijn dochter Maria.

In 1644 keerde Caen als bevelhebber van de retourvloot van 7 schepen met een inkoopwaarde van iets meer dan 2 miljoen gulden terug naar Nederland. Hij ontving hiervoor een beloning van 1800 gulden. Snel ging hij daarna weer terug naar Indië, waar hij zitting nam in de Raad van Indië in Batavia. In februari 1648 ging hij als commissaris naar Ternate, waar hij de falende gouverneur Wouter Seroyen verving door Jasper van den Boogaerden. Na de dood in mei van de oude sultan Hamza, die geen kinderen had nagelaten, wist hij door het gezag dat hij genoot een opvolger op de troon te krijgen die de VOC goed gezind was. Dit was Tahoebo, de jongste zoon van de vorige sultan, Modafar. Deze nam de naam Mandarsjah aan, en herbevestigde de bestaande verdragen tussen Ternate en de VOC. Caen schonk hem twee juwelen en een jaargeld van 4000 realen, hetzelfde dat ook Hamza genoten had.
Caan ging daarna terug naar Batavia. Daar schreef hij aan gouverneur-generaal Van der Lijn en de Raad van Indië een rapport over gedane zaken, dat hij op 1 juli ondertekende. Ruim een maand later, op 11 augustus, na drie weken een 'teerende pinnelijcke zieckte' uitgestaan te hebben, overleed hij. Vóór Van der Lijn het rapport doorstuurde naar de Heren XVII voegde hij eraan toe dat Caan 'hiermede voor 't laetste de Generale Compagnie een overtreffelijcken dienst heeft gedaan'.